# 933-й истребительный авиационный полк ПВО
933-й истребительный авиационный полк ПВО (933-й иап ПВО) — воинская часть истребительной авиации ПВО, принимавшая участие в боевых действиях Великой Отечественной войны.

## Наименования полка
- 933-й истребительный авиационный полк ПВО[1];
- 933-й истребительный авиационный полк[1];
- Войсковая часть (полевая почта) 65244[1].

## История и боевой путь полка
933-й истребительный авиационный полк начал формирование 16 июня 1943 года на аэродроме Бекетовка под
Сталинградом на самолётах Як-1 и Hawker Hurricane. Формирование полка завершилось 20 октября. С декабря 1943 года полк в составе 2-й гвардейской Краснознаменной авиадивизии ПВО приступил к выполнению боевой задачи по прикрытию военно-промышленных объектов в районе Сталинграда и Красноармейска. Одновременно шло освоение новой техники — самолёта Supermarine Spitfire Mk.IX. 7 июля 1944 г полку было вручено Боевое красное знамя.
|  |  |  |

С 1 февраля 1944 года полк вошел в состав 144-й истребительной авиационной дивизии ПВО Саратовско-Балашовского дивизионного района ПВО. Уже 24 февраля полк передан в состав 123-й истребительной авиационной дивизии ПВО Сталинградского корпусного района ПВО. 4 мая полк возвращен обратно в состав 144-й истребительной авиационной дивизии ПВО Южного фронта ПВО.
|  |  |

Первая известная воздушная победа полка в Отечественной войне одержана 24 мая 1944 года: группа летчиков в составе капитана Дергачева, младших лейтенантов Лопосова, Севастьянова и Грачева сбили дальний четырёхмоторный Junkers Ju 290А, летевший с аэродрома в Румынии в советский тыл с диверсионной целью.
С июня по сентябрь 1944 года составом одной эскадрильи в количестве 6-ти самолётов полк прикрывал город Астрахань. Эскадрилья базировалась на аэродроме Астрахань. 8 октября 1944 года полк перебазировался на аэродром Король-1 (Бухарест, Румыния) и вошел в состав 2-й гвардейской Краснознаменной авиадивизии ПВО. Боевой задачей полка являлось прикрытие от воздушного противника железнодорожных мостов и переправ через Дунай. С 17 февраля полк вошел в состав 141-й истребительной авиационной дивизии ПВО Юго-Западного фронта ПВО, осуществляя прикрытие группировок наступающих войск. С 8 апреля 1945 года полк начал перебазирование в состав 141-й иад на аэродромы Дебрецен, Хайдусобосло (с 18 апреля) и Вечеш (с 24 апреля) в Венгрии, с 17 апреля прикрывал города Будапешт и Дебрецен, переправы через Дунай в районе этих городов.
День Победы 9 мая 1945 года полк встретил на аэродроме Вечеш.
|  |  |  |

## Командир полка
- майор Задара Матвей Савельевич, 1943-1944
- майор Шошин Иван Васильевич
- подполковник Андреев Вениамин Всеволодович
- полковник Сахаров Андрей Яковлевич, 06.02.1950 — 23.07.1955
- полковник Кудин Николай Маркович, 23.07.1955 — 05.03.1958
- полковник Письменный Семен Лукьянович, 05.03.1958 — 19.09.1960
- полковник Киргизов Павел Александрович, 19.09.1960 -
- полковник Жеретий Василий Иванович,
- полковник Фролов Юрий Васильевич, 14.07.1967 — 12.03.1970
- полковник Хабаев Борис Иванович, 12.03.1970 — 12.04.1973
- полковник Губанов Виктор Кириллович, 12.04.1973 — 20.06.1980
- полковник Ореховский Олег Николаевич, 20.06.1980 — 19.09.1985
- полковник Барашкин Юрий Алексеевич, 19.09.1985 — 20.07.1987
- полковник Учанов Александр Алексеевич, 20.07.1087 — 23.11.1988
- полковник Гарбуз Александр Александрович, 23.11.1988 —

## Послевоенная история полка
После войны полк продолжал входить в состав 141-й истребительной авиационной дивизии ПВО Юго-Западного фронта ПВО. С 17 июля 1945 года полк перебазирован на аэродром Краков и выполнял задачи по охране военно-промышленных объектов Кракова. В 1945 году полк получил новые самолёты Як-9 и позже Як-11. 17 ноября 1945 года полк перебазировался на аэродром Красноград Харьковская области, с 5 июня переведен на штат мирного времени, 28 июня 1946 года полк вошел в состав 127-й истребительной авиационной дивизии ПВО 21-й воздушной истребительной армии ПВО Юго-Западного округа ПВО и перебазировался на аэродром Кайдаки (Днепр ).
127-я истребительная авиационная дивизия ПВО 27 ноября 1947 года была переформирована в 155-ю истребительную авиационную дивизию ПВО. В 1950 года полк перевооружен на реактивные истребители Як-15, с 1952 года полк получил самолёты МиГ-15, а с 1954 года — МиГ-17. С 1958 года полк вооружен самолётами МиГ-19П (ПМ). В 1962 году полк выполнил перехват и уничтожение дрейфующего автоматического аэростата на самолёте МиГ-17Ф дежурного звена. В 1978 году на вооружение полка поступили самолёты МиГ-25П (ПД, ПДС).
|  |  |

После расформирования в ноябре 1959 года 155-й истребительной авиационной дивизии ПВО полк передан в Днепровскую дивизию ПВО (11-ю дивизию ПВО). В январе 1992 года полк передан в состав ВС Украины, на основании директивы МО Украины от 15 мая 1996 года 933-й истребительный авиационный полк ПВО расформирован на аэродроме Кайдаки в составе 8-й отдельной армии ПВО.

## Происшествия
- 1966 год. Катастрофа МиГ-19ПМ. Летчик капитан Б. И. Жилин. При взлете с боевого дежурства по тревоге отказал один двигатель. Самолёт с ракетами и подвесным баком сошел с полосы, врезался в бетоноукладчик, производивший ремонт рулежной дорожки аэропорта, и загорелся. Летчик сильно обгорел (ожог 60 % тела), от сильных ожогов скончался[2].
- 1969 год. Катастрофа МиГ-17. Летчик Николаев. При роспуске пары перед заходом на посадку попал в спутный след ведущего, сорвался в штопор и погиб[2].
- Лето 1971 года. Катастрофа МиГ-17. Лейтенант Омельченко сорвался в штопор, катапультировался. Самолёт упал рядом с трассой Днепропетровск-Донецк и загорелся. Когда люди из остановившегося автобуса подбежали к самолёту, начали взрываться боеприпасы, и осколком убило молодого парня[2].
- В июне 1972 года командир эскадрильи майор П. С. Гречишкин на самолёте МиГ-17 выполнил перехват угнанного самолёта L-29, взлетевшего с учебного аэродрома аэроклуба Широкое (Запорожье). Угнанный самолёт пилотировал бывший курсант аэроклуба, отчисленный за профнепригодность. Гречишкин сумел быстро найти беглеца и принудил его к посадке, предотвратив тяжелые последствия и возможные жертвы в случае падения самолёта на город[2].
- 1972 год. Авария МиГ-19ПМ. В ходе учений с манёвром на аэродром Васильков на самолёте МиГ-19ПМ, который пилотировал командир звена капитан Убражюнас, не вышла передняя стойка шасси. Летчик произвел посадку на основные колеса и с уменьшением скорости плавно опустил носовую часть самолёта на бетонку[2].
- 1973 год. Катастрофа МиГ-19ПМ. Летчик В. П. Скебнев. В районе Лозовой летчик потерпел катастрофу, попав ночью в сложные метеоусловия, к которым не был подготовлен.
- Август 1974 года. Авария двух МиГ-19ПМ. При подготовке к боевым стрельбам в процессе отработки атаки цели столкнулись два МиГ-19ПМ. Летчики Мартыненко и Локайчук благополучно катапультировались, а самолёты упали в безлюдном месте[2].
- Март 1975 года. Ночь. Летчик старший лейтенант Гарбуз. При заходе на посадку произошел отказ управления двигателями. Обороты обоих двигателей можно было убрать до величины 9500 об/мин (около 65 % от максимальной тяги), а дальше РУДы становились на какой-то механический упор (позже выяснилось, что под тяги попал незакрепленный электроразъем). Для захода на посадку требовалось уменьшить обороты до 4500 об/мин. Руководитель полетов старший штурман полка Маркин дал команду заходить на посадку и над полосой выключать двигатели. Войдя в лучи прожекторов, на высоте всего несколько метров, летчик, придерживая ручку управления самолётом коленями, левой рукой нажал предохранительные рычаги, а правой что есть силы ударил по РУДам. Правый двигатель выключился (была сломана тяга), однако левый вышел на максимальный режим. Самолёт начал уклоняться вправо со скольжением. Создалась критическая ситуация, летчик устранил скольжение, убрал шасси, тормозные щитки и начал разгонять просевшую машину, используя понижение рельефа местности. Разогнавшись до 450 км/ч летчик перевел самолёт в набор, на высоте 600 м убедился в управляемости левого двигателя и благополучно произвел посадку[2].
- Сентябрь 1975 года. Катастрофа МиГ-19ПМ. Летчик Шорохов. Срыв в штопор в районе села Новоалександровка.
- 8 декабря 1982 года. Авария МиГ-25. Летчик — начальник ЛИС 805-го АРЗ (бывший командир полка полковник В. К. Губанов). Во время испытательного полета на МиГ-25 при заходе на посадку летчик потерял контроль за высотой и скоростью, на удалении 500 м от полосы самолёт столкнулся с антеннами системы посадки и загорелся. Ударившись о землю, он начал разрушаться на части, при этом летчика вместе с креслом выбросило в сторону, а огненный шар пронесся дальше, влетел на посадочную полосу и там остановился[2].
- Лето 1983 года. Летчики Скляров и Лемеш на МиГ-25ПУ. Разведка погоды. Во время выполнения задания в самолёт попала шаровая молния, которая прошла от ПВД до килей (после приземления были обнаружены следы оплавления антенн, размещенных на килях). На машине отказало бортовое оборудование, прекратилась радиосвязь. Летчики благополучно выполнили посадку[2].
- 16 июля 1984 года. Катастрофа МиГ-25ПУ (борт 20), спарка из Запорожья, временно приданная полку. Экипаж: заместитель командира полка полетной подготовке подполковник В. В. Семенов (инструктор) и замполит эскадрильи майор Е. А. Лемеш. Отрабатывалось упражнение № 5: вывод под шторкой самолёта из сложного положения на большой высоте. В результате ошибки в пилотировании самолёт свалился в штопор. Запас высоты позволил вывести машину из штопора, однако затем ручка управления опять была перетянута, и самолёт снова свалился в плоский штопор, при этом запаса высоты уже не хватило. Видимо, летчики до конца боролись за машину и катапультироваться не успели. Лишь в последний момент кто-то из них дернул держки катапультирования, но открылся только замок фонаря передней кабины, и тут же произошло столкновение с землей.
- 1986 год. Авария самолёта МиГ-25. Летчик подполковник О. С. Терпеливый. На левом двигателе произошел разрыв топливного дюритового шланга, и хлынувшее топливо мгновенно воспламенилось, образовав внушительный факел по левому борту. Ведомый заметил это, о чём тут же сообщил ведущему и РП. Летчик, проявив выдержку, сумел вернуться на аэродром и благополучно произвел посадку. На земле пожар был благополучно потушен[2].
- 1988 год. Авария самолёта МиГ-25. Во время учебного полета парой ведомый старший лейтенант Панфилов обогнал ведущего капитана Рассохина, потерял его из виду и допустил столкновение с его самолётом грузбаллоном левой плоскости, отбив носовой обтекатель. Оба перехватчика не потеряли управляемость, но на самолёте Рассохина была выведена из строя система воздушных сигналов, и летчик остался без указателя скорости. В воздухе в это время находилась «спарка» с начальником авиации соединения O.A. Барашкиным. КП полка навел эту машину на самолёт Рассохина, и пилоты «спарки» благополучно завели аварийный «МиГ» на посадку[2].